# Adam Curtis
Adam Curtis (født 1955) er instruktør og producent på en række dokumentarfilm, blandt andet The Power of Nightmares og The Century of Self. 
Han er kendt for sin meget subjektive og til tider kontroversielle stil.
Hans seneste projekt, The Trap: What Happened to our Dream of Freedom, blev sendt på BBC i marts 2007.